# Maserati Sebring

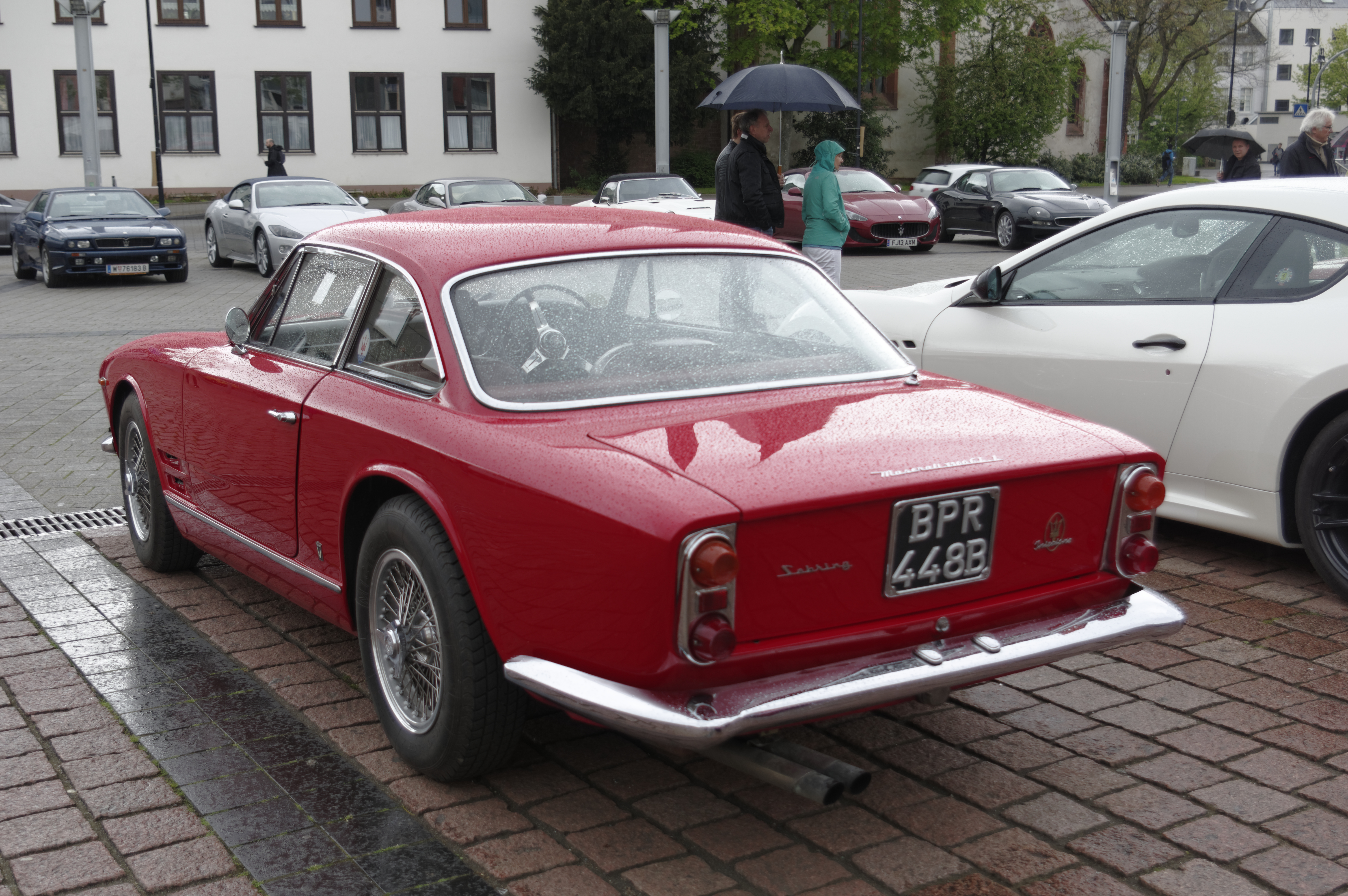
Maserati 3500 GTI S

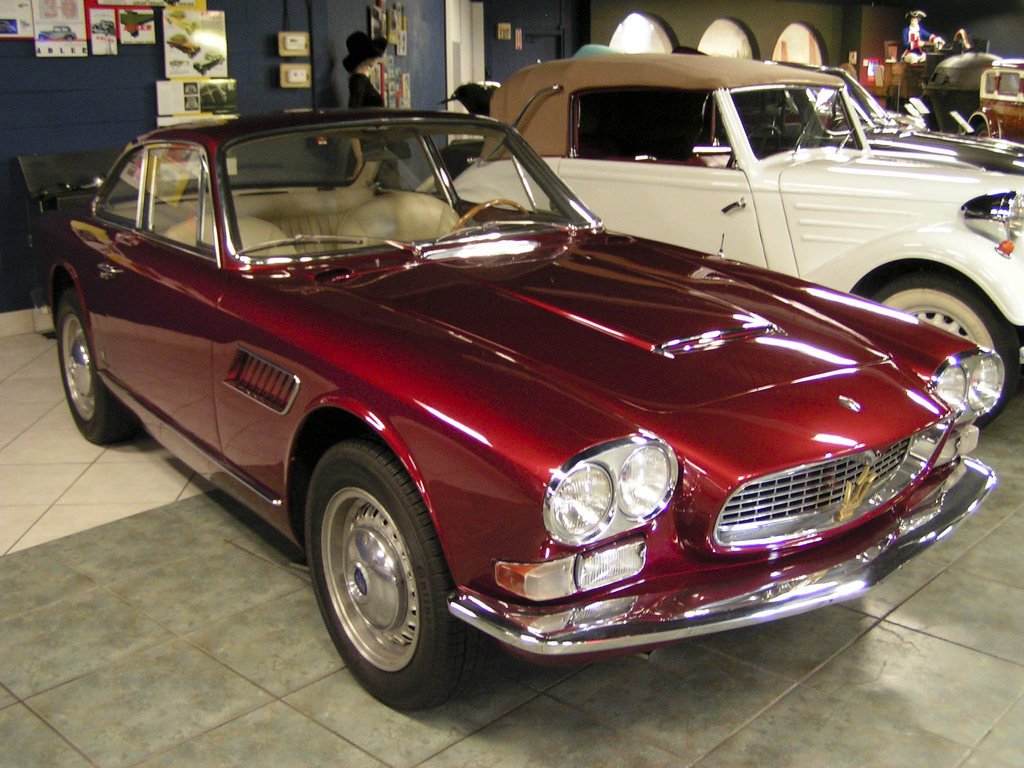
Modifizierte Frontpartie: Serie II (ab 1965)

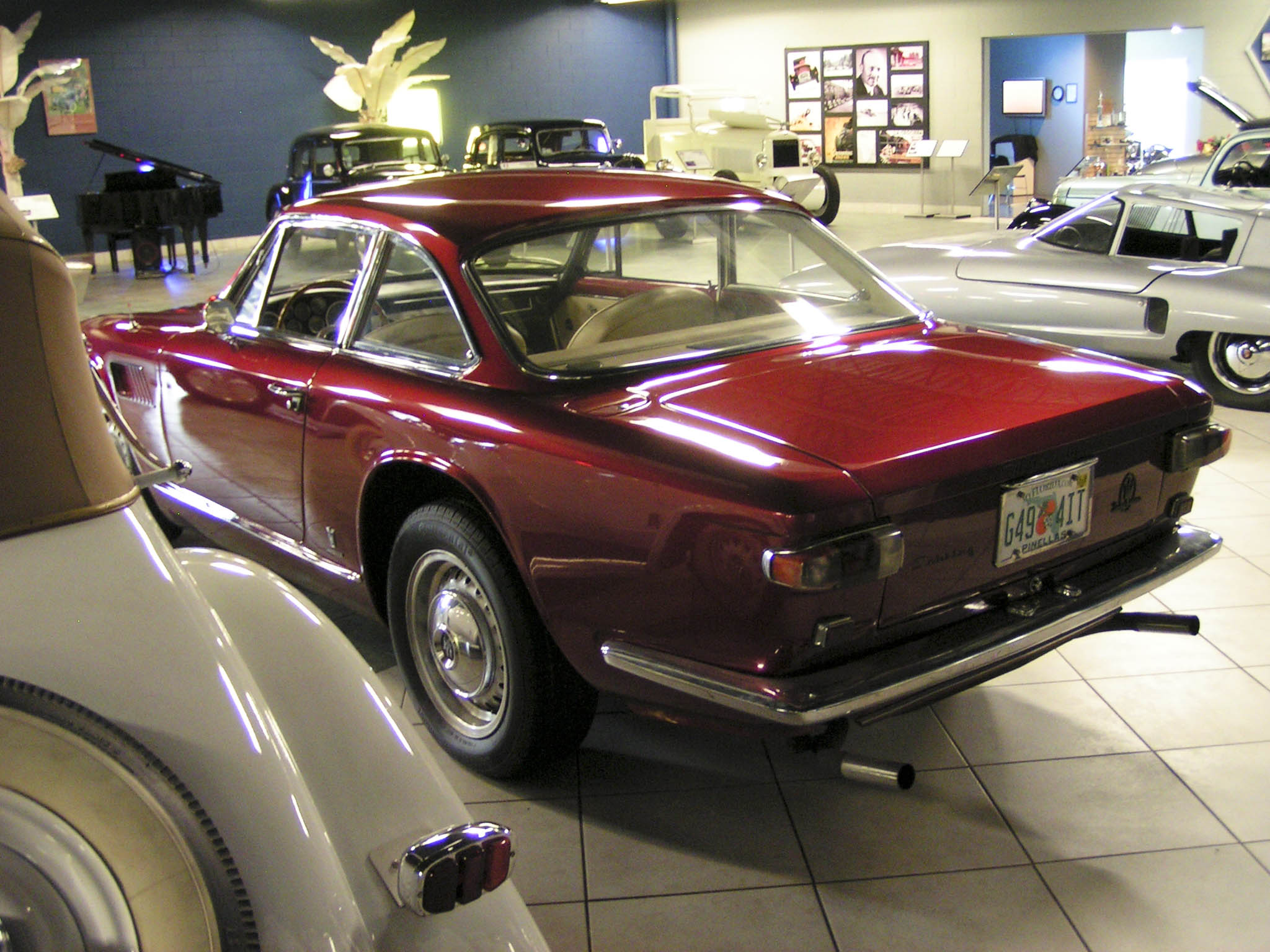
Heckpartie des Sebring (Serie II)

Der Maserati 3500 GTI S (ab 1965: Maserati Sebring, intern: Tipo 101/10) ist ein Sportwagen des italienischen Automobilherstellers Maserati, der von 1962 bis 1970 in insgesamt 591 Exemplaren hergestellt wurde. Das ausschließlich als Coupé angebotene Auto beruhte auf der Technik des Maserati 3500 GTI, hatte aber einen verkürzten Radstand und eine eigenständige Karosserie.

## Modellgeschichte
Zu Beginn der 1960er-Jahre konkurrierte Maserati auf dem internationalen Markt unter anderem mit dem britischen Sportwagenhersteller Aston Martin. Der bereits seit 1957 produzierte 3500 GT hatte es im Laufe der Jahre zunehmend schwerer, sich gegen den britischen DB4 zu behaupten. Um vor allem auf dem amerikanischen Sportwagenmarkt erfolgreich zu bleiben, entschloss sich Maserati, zwischen dem etablierten 3500 GT und dem exklusiven 5000 GT ein weiteres Modell zu positionieren, das vor allem äußerlich eine Evolution darstellen sollte.

### Nomenklatur
Das neue Modell erhielt anfänglich die Bezeichnung 3500 GTI S; ab 1964 wurde das Auto Maserati Sebring genannt. Mit der Bezeichnung erinnerte das Werk an den Doppelsieg von Juan Manuel Fangio/Jean Behra (Maserati 450S) und Harry Schell/Stirling Moss (Maserati 300S) beim 12-Stunden-Rennen von Sebring 1957, einem Lauf zur Sportwagen-Weltmeisterschaft am Sebring International Raceway.

### Technik
In technischer Hinsicht beruhte der 3500 GTI S/Sebring auf dem um 10 cm verkürzten Chassis des 3500 GT Spider. Dessen Fahrwerk einschließlich der wiederholt kritisch gewürdigten Starrachse wurde unverändert übernommen.
Als Antrieb wurden im Laufe der Jahre unterschiedliche Sechszylindermotoren angeboten:
- Von 1962 bis 1966 wurde der 3,5 Liter große Sechszylindermotor des 3500 GTI als Standardtriebwerk verwendet. Anders als im Fall des 3500 war es hier ausschließlich mit Benzineinspritzung verfügbar. Der Motor leistete zunächst 235 PS. 1965, mit Einführung der zweiten Serie des Sebring, wurde die Leistung auf 235 PS angehoben.

- Von 1964 bis 1966 bot Maserati alternativ einen 3,7 Liter großen Sechszylindermotor an, der 245 PS leistete.

- Zwischen 1966 und 1970 war schließlich ein auf vier Liter vergrößerter Motor das Standardtriebwerk. Seine Leistung belief sich auf 255 PS. Dieser Motor war zuvor beim Maserati Mistral eingeführt worden.

Als Kraftübertragung diente serienmäßig ein manuelles Fünfganggetriebe. Mit Erscheinen der Serie II war alternativ ein Automatikgetriebe von BorgWarner lieferbar.

### Karosserie
Der 3500 GTI S/Sebring war ausschließlich als 2+2-sitziges Coupé lieferbar. Die Karosserie wurde bei Carrozzeria Vignale gefertigt. Nach überwiegender Auffassung stammte der Entwurf von Alfredo Vignale selbst; einige Quellen gehen dagegen davon aus, dass Giovanni Michelotti die Karosserie für Vignale entworfen habe. Im Gegensatz zu den Modellen 3500 GT und 5000 GT gab es keine Sonderkarosserien unabhängiger Karosseriebauunternehmen.
Das Auto trug eine kompakte Karosserie mit hoher, geradlinig verlaufender Gürtellinie und knapp geschnittener Fahrgastzelle. Das Design wurde im Vergleich zum 3500 GT als eckiger und damit zeitgemäßer, aber auch aggressiver empfunden. An der Frontpartie befand sich ein schlichter vergitterter Kühlergrill, in den der Dreizack, das Markenzeichen Maseratis, integriert war. Links und rechts des Kühlergrills waren waagerecht runde Doppelscheinwerfer angeordnet. Mit Erscheinen der Serie II 1965 wurden sie in eine ovale Chromeinfassung integriert, die vom NSU 1000 TTS übernommen worden war. Front- und Heckpartie übernahmen damit Stilmerkmale des von Pietro Frua gestalteten Quattroporte.

### Die einzelnen Serien
Der 3500 GTI S/Sebring wurde in zwei Serien produziert. Die erste Serie lief von 1962 bis 1965. Nach dem Genfer Auto-Salon im März 1965 erschien die zweite Serie, die sich vor allem optisch von dem Vorgänger unterschied.
Äußerliche Merkmale der zweiten Serie waren:
- Oval eingefasste Doppelscheinwerfer vorn
- Größere, aber funktionslose Entlüftungsöffnungen in den vorderen Kotflügeln
- Waagerechte, einteilige Heckleuchten
- Ein neu gestaltetes Armaturenbrett.

In technischer Hinsicht wurden mit der Serie II folgende Änderungen eingeführt:
- Alternative Verfügbarkeit des 3,7 Liter großen Sechszylindermotors aus dem Mistral
- Verfügbarkeit eines Automatikgetriebes
- Verfügbarkeit einer Klimaanlage.

## Die Produktion
Der erste Prototyp für Maseratis 2+2-sitziges Coupé wurde im November 1961 fertiggestellt. Eine erste öffentliche Präsentation des Autos erfolgte anlässlich des Genfer Auto-Salons im März 1962; im Spätsommer 1962 begann schließlich die Serienproduktion.
Von der ersten Serie (1962–1965) stellte Maserati insgesamt 348 Exemplare her. In der zweiten Serie (1965–1970) entstanden weitere 243 Fahrzeuge. In dieser Zeit trat der Sebring allerdings zunehmend hinter die als attraktiver empfundenen Modelle Mistral und Ghibli zurück; in den letzten Jahren wurden jeweils nur noch wenige Exemplare des Sebring gebaut.
Die Produktion des Sebring endete 1969; die letzten Modelle wurden 1970 ausgeliefert.

## Marktlage heute
Nachdem der Sebring auf dem Klassiker-Markt lange Zeit im Schatten des 3500 GT gestanden hatte, erreichen die Gebrauchtwagenpreise des Sebring inzwischen an die des 3500 GT heran. Für einen Sebring in gepflegtem Zustand wird im Sommer 2011 ein Preis von etwa 95.000 Euro gefordert. Er übertrifft damit die Preise für ein Mistral Coupé bzw. ein Ghibli Coupé.

## Technische Daten
| Technische Daten Maserati 3500 GTI S / Maserati Sebring | Technische Daten Maserati 3500 GTI S / Maserati Sebring | Technische Daten Maserati 3500 GTI S / Maserati Sebring | Technische Daten Maserati 3500 GTI S / Maserati Sebring |
| Maserati                                                | 3500 GTI S 1962–1965                                    | 3700 GTI Sebring 1964–1966                              | 4000 GTI Sebring 1966–1969                              |
| ------------------------------------------------------- | ------------------------------------------------------- | ------------------------------------------------------- | ------------------------------------------------------- |
| Motor:                                                  | Sechszylinder Reihenmotor (Viertakt)                    | Sechszylinder Reihenmotor (Viertakt)                    | Sechszylinder Reihenmotor (Viertakt)                    |
| Hubraum:                                                | 3485 cm³                                                | 3694 cm³                                                | 4014 cm³                                                |
| Bohrung × Hub:                                          | 86 × 100 mm                                             | 86 × 106 mm                                             | 88 × 110 mm                                             |
| Leistung bei 1/min:                                     | 173 kW (235 PS) bei 5500                                | 180 kW (245 PS) bei 5200                                | 187,5 kW (255 PS) bei 5200                              |
| Verdichtung:                                            | 8,5 :1                                                  | 8,5 :1                                                  | 8,5 :1                                                  |
| Gemischaufbereitung:                                    | Indirekte Benzineinspritzung Lucas                      | Indirekte Benzineinspritzung Lucas                      | Indirekte Benzineinspritzung Lucas                      |
| Ventilsteuerung:                                        | zwei obenliegende Nockenwellen                          | zwei obenliegende Nockenwellen                          | zwei obenliegende Nockenwellen                          |
| Kühlung:                                                | Wasserkühlung                                           | Wasserkühlung                                           | Wasserkühlung                                           |
| Getriebe:                                               | manuelles Fünfganggetriebe Auf Wunsch Dreigangautomatik | manuelles Fünfganggetriebe Auf Wunsch Dreigangautomatik | manuelles Fünfganggetriebe Auf Wunsch Dreigangautomatik |
| Radaufhängung vorn:                                     | Dreieckslenker Schraubenfedern                          | Dreieckslenker Schraubenfedern                          | Dreieckslenker Schraubenfedern                          |
| Radaufhängung hinten:                                   | Starrachse Blattfedern                                  | Starrachse Blattfedern                                  | Starrachse Blattfedern                                  |
| Bremsen:                                                | vorne und hinten Scheibenbremsen hydraulisch betätigt   | vorne und hinten Scheibenbremsen hydraulisch betätigt   | vorne und hinten Scheibenbremsen hydraulisch betätigt   |
| Karosserie:                                             | Stahl auf Rohrrahmen                                    | Stahl auf Rohrrahmen                                    | Stahl auf Rohrrahmen                                    |
| Radstand:                                               | 2500 mm                                                 | 2500 mm                                                 | 2500 mm                                                 |
| Abmessungen (Länge × Breite × Höhe):                    | 4400 × 1650 × 1300 mm                                   | 4400 × 1650 × 1300 mm                                   | 4400 × 1650 × 1300 mm                                   |
| Leergewicht:                                            | 1200 kg                                                 | 1200 kg                                                 | 1200 kg                                                 |
| Höchstgeschwindigkeit:                                  | 235–245 km/h                                            | 235–245 km/h                                            | 235–245 km/h                                            |